# Veares
Veares es un núcleo de población español del municipio de Ramales de la Victoria, perteneciente a la comunidad autónoma de Cantabria.

## Toponimia
El lugar puede aparecer referido con las grafías «Veares» y «Vecares».

## Historia
Hacia mediados del siglo XIX, el lugar era referido como un barrio ya por entonces perteneciente a Ramales de la Victoria. En 2023, el núcleo de población, encuadrado dentro de la entidad singular de Ramales de la Victoria, tenía empadronados veintidós habitantes.